# Minuteman 2-2
Minuteman 2-2 – drugi człon rakiety balistycznej Minuteman II. Wycofane z użycia rakiety zostały użyte do testów broni SDI i budowy komercyjnych rakiet Minotaur.